# Vicente Carvallo y Goyeneche
Vicente Carvallo y Goyeneche, o Vicente de Carvallo y Goyeneche (Valdivia, 1742-Buenos Aires, 12 de mayo de 1816) fue un cronista y militar chileno.

## Biografía
Se casó con Josefa María Valentín y Eslava. Su hija Margarita se casó con el valdiviano Antonio Salcedo y Ugalde de la Concha, oficial de caballería del ejército realista.
A los 24 años, Carvallo se alistó en el Ejército de La Frontera, en ese entonces comandado por Ambrosio O'Higgins.
A comienzos de la década de 1780 comenzó a escribir su Descripción histórico-geográfica del Reino de Chile, para lo que recurrió a material que se conservaba en los cabildos y algunos cronistas de períodos anteriores, tarea que no fue fácil debido a su enemistad con O'Higgins, quien le negó repetidas veces el permiso para viajar con el fin de investigar en los archivos. Pese a ello, logró llegar a la corte real en Madrid, donde terminó su trabajo en 1796. La obra permaneció inédita por 80 años, hasta que fue publicada entre 1875 y 1876 por el bibliógrafo José Toribio Medina, quien también publicó una reseña de Carvallo en su Diccionario biográfico colonial de Chile.

## Descripción histórico-geográfica del Reino de Chile
Publicada en tres tomos, los dos primeros están dedicados a la parte histórica, haciendo Carvallo una narración pormenorizada de los hechos ocurridos entre la Conquista de Chile: el primero entre 1542 y 1626, y el segundo entre 1626 y 1787. La segunda parte, en la que realiza una descripción del país a través de sus provincias y de los pueblos indígenas allende la frontera sur, se ubica en el tercer tomo. Este último incluye también varios apéndices, que detallan la historia de los reyes de España, gobernadores, obispos, rectores de la Real Universidad de San Felipe y oidores de la Real Audiencia de Santiago entre 1539 y 1793.
La Descripción Histórico-Geográfica del Reino de Chile ocupa un lugar importante en la historiografía chilena del siglo XVIII, junto con los trabajos de los jesuitas Juan Ignacio Molina, Felipe Gómez de Vidaurre y Miguel de Olivares, el franciscano Pedro González de Agüeros y el soldado José Antonio Pérez García. Asimismo se inserta en la larga tradición de la historiografía colonial chilena, desde las crónicas de Pedro Mariño de Lobeira, Alonso de Góngora Marmolejo y Jerónimo de Vivar, en el siglo XVI, hasta los trabajos de los jesuitas Diego de Rosales y Alonso de Ovalle, en el siglo XVII.